# Sacred Heart (álbum)
Sacred Heart —en español: Sagrado corazón— es el tercer disco en estudio de la banda de heavy metal Dio. Fue lanzado en 1985. Este álbum alcanzó el puesto #29 en el top Billboard 200. La RIAA certificó a Sacred Heart con Oro el 15 de octubre de 1985. Es, hasta la fecha, el último álbum de Dio en alcanzar esta certificación.
Este es uno de los discos más reconocidos de la banda, incluyendo hit singles como Sacred Heart, Rock N' Roll Children y Hungry For Heaven.
Fue el último disco de Dio en incluir al guitarrista Vivian Campbell (ahora en Def Leppard), quien se unió luego a Whitesnake.

## Lista de canciones
- "King of Rock and Roll" (Dio, Vivian Campbell, Jimmy Bain, Vinny Appice) – 3:49
- "Sacred Heart" (Dio, Campbell, Bain, Appice) – 6:27
- "Another Lie" (Dio) – 3:48
- "Rock 'N' Roll Children" (Dio) – 4:32
- "Hungry for Heaven" (Dio, Bain) – 4:10
- "Like the Beat of a Heart" (Dio, Bain) – 4:24
- "Just Another Day" (Dio, Campbell) – 3:23
- "Fallen Angels" (Dio, Campbell, Bain, Appice) – 3:57
- "Shoot Shoot" (Dio, Campbell, Bain, Appice) – 4:20

## Personal
- Ronnie James Dio – Voz
- Vivian Campbell – Guitarra
- Jimmy Bain – Bajo
- Claude Schnell - Teclados
- Vinny Appice – Batería